# شورنسهایم
شورنسهایم (به آلمانی: Schornsheim) یک شهر در آلمان است که در آلزی-ورمز واقع شده‌است. شورنسهایم ۱٬۵۷۷ نفر جمعیت دارد.